# Chiesa di Santa Sofia (Venezia)
La chiesa di Santa Sofia è un edificio religioso della città di Venezia, situato nel sestiere di Cannaregio.

## Storia
Voluta in questa posizione dalla famiglia nobile Gussoni e da Giorgio Tribuno nel 1020, aveva nella sua prima costruzione tre navate con absidi ottagonali.
La chiesa fu molto amata dal musicista Benedetto Marcello che per essa compose vari dei suoi celebri Salmi. In questa chiesa egli volle che si svolgesse il suo funerale.
La chiesa subì un grande ridimensionamento nella struttura nell'Ottocento, quando venne creata la Strada Nova. I lavori di allargamento di questa strada, che portano dal ponte delle Guglie alla parrocchia di Santi Apostoli obbligarono i veneziani a ridurne le dimensioni.
Fu soppressa nel 1810, per poi essere venduta a un ebreo mercante, il quale la trasformò in magazzino e disperse le suppellettili. La chiesa venne riaperta al culto nel 1836 come succursale di San Felice.

## Esterno

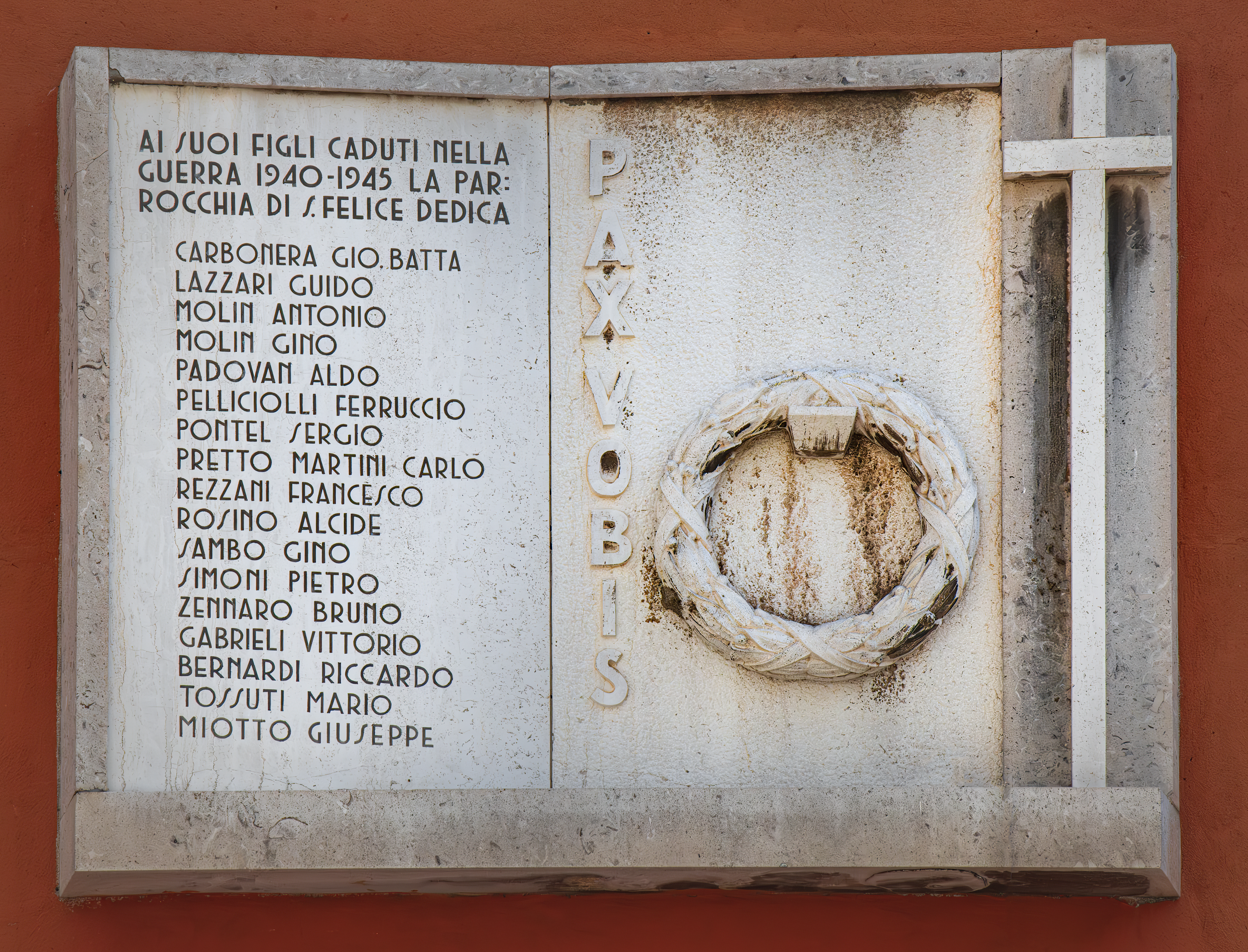
Monumento ai caduti della seconda guerra mondiale

La parte superiore dell'edificio, con il suo campanile, si vede emergere seminascosta dalle case, di fronte al campo omonimo.
Subì una ristrutturazione nel 1225, poi nel XV secolo, nel 1508, e l'ultima negli ultimi anni del Seicento, ad opera di Antonio Gaspari, che le diede l'aspetto attuale.
Oggi si può accedere da un vestibolo collocato fra le case che si affacciano sulla Strada Nova.
Il campanile conserva una parte della canna originaria, ma si nota dalla struttura che è stato ridimensionato, forse per problemi di stabilità. Prima di tale ridimensionamento aveva due ordini di lesene, una cella a trionfale e il coronamento a cuspide.

## Interno
L'interno è a pianta basilicale con la cupola posta all'innesto dei bracci ed ha mantenuto le tre navate, con arcate a tutto sesto della navata e del presbiterio.
Ai lati dell'ingresso e dell'altar maggiore si trovano quattro statue marmoree della cerchia di Antonio Rizzo, risalente alla seconda metà del XV secolo. Esse rappresentano Rappresentano: San Luca, Sant'Andrea, San Cosma e San Damiano.
Sopra la porta laterale lungo la parete destra è presente un Cristo deposto con angeli della scuola di Palma il Giovane.
Nel presbiterio si possono vedere:
- Battesimo di Gesù, pala di Daniel Heintz, posta sul fondo;
- Cristo deriso, della scuola del Bassano, sul lato sinistro;
- Adorazione dei Magi, sempre della scuola del Bassano, sul lato destro.

Sul secondo altare di sinistra vi è la Madonna con Bambino con sant'Antonio e santa Veneranda, opera del vicentino Giovanni Battista Maganza il Giovane (1577–1617).
Sul piccolo altare adiacente è presente una scultura gotica risalente al Trecento, alquanto deteriorata, raffigurante la Madonna con il Bambino. L'opera è realizzata nei modi dello scultore fiammingo André Beauneveu e proviene dalla chiesa di Santa Maria dei Servi, ora demolita.
Alla parete Battesimo di Gesù, lavoro attribuito a Pietro de Mera.